# 多体波動関数
量子力学における多体波動関数とは、多粒子系の状態を表す波動関数のこと。
同種な多粒子系の状態を占有数表示で表すことを第二量子化と呼ばれるのに対し、多体波動関数で状態を表すことを第一量子化と呼ばれることがある。

## 多体波動関数の意味
１つの粒子からなる系の場合、その量子状態は波動関数で表される。粒子の位置を{\displaystyle {\boldsymbol {r}}_{1}}と名付けると、波動関数{\displaystyle \psi ({\boldsymbol {r}}_{1})}は{\displaystyle {\boldsymbol {r}}_{1}}についての関数で複素数値をとる。その物理的な意味は、この粒子の位置を測定したときの測定値のバラつきを表す確率振幅である（ボルンの規則）。
2つの粒子からなる系の場合は、それぞれの粒子の位置を{\displaystyle {\boldsymbol {r}}_{1}}、{\displaystyle {\boldsymbol {r}}_{2}}と名付けると、この2粒子系の波動関数は{\displaystyle \psi ({\boldsymbol {r}}_{1},{\boldsymbol {r}}_{2})}となり、複素数値をとる関数。ただし1粒子の場合とは違い、{\displaystyle \psi ({\boldsymbol {r}}_{1},{\boldsymbol {r}}_{2})}は、2つの位置座標{\displaystyle {\boldsymbol {r}}_{1}}、{\displaystyle {\boldsymbol {r}}_{2}}を指定してはじめて1つの複素数が返ってくるような関数である。この返ってきた複素数値を、3次元空間のどこかに「住んでいる」という1粒子の波動関数やあるいは場のような考え方をすることはできない。このことは、3つ以上の粒子の場合でも同様である。そういう意味で、多粒子系を考えることで、量子力学の波動関数を「空間に実在する波」とはみなせないことが明確になる。

## 対称性と反対称性
多数の同種粒子からなる系を考えるときに重要となる概念が不可弁別性である。たとえば2つの同種粒子からなる系の場合、2つの粒子の名前の入れ替え{\displaystyle {\boldsymbol {r}}_{i}\leftrightarrow {\boldsymbol {r}}_{j}}をしても、入れ替える前と同じ状態のままである。
この事実を反映して、2つの粒子の名前の入れ替えをしても、多体波動関数で変わるのはせいぜい位相因子までであることがわかる。
2粒子間で名前の入れ替えを2回続けて行うと元の波動関数に戻るはずなので、粒子の名前の入れ替えによって多体波動関数にかかる位相因子は+1または-1のどちらかであることがわかる。
粒子の名前の入れ替えによって+1の因子がつく場合の多体波動関数は対称性を持つと言い、この場合の同種粒子をボース粒子と言う。
{\displaystyle \Psi _{B}(\dots ,{\boldsymbol {r}}_{i},\dots ,{\boldsymbol {r}}_{j},\dots )=+\Psi _{B}(\dots ,{\boldsymbol {r}}_{j},\dots ,{\boldsymbol {r}}_{i},\dots )}
一方で-1の因子がつく場合の多体波動関数は反対称性を持つと言い、この場合の同種粒子をフェルミ粒子と言う。
{\displaystyle \Psi _{F}(\dots ,{\boldsymbol {r}}_{i},\dots ,{\boldsymbol {r}}_{j},\dots )=-\Psi _{F}(\dots ,{\boldsymbol {r}}_{j},\dots ,{\boldsymbol {r}}_{i},\dots )}
この対称性・反対称性は同種多粒子系を表す波動関数が満たさなければならない性質である。

### 置換
波動関数の対称性を簡単に表すために、数学における置換を導入する。1からNの数字を並べたもの{\displaystyle \{1,2,\dots ,N\}}を並べ替える操作{\displaystyle \pi }を、N次の置換と呼ぶ。
{\displaystyle \{1,2,\dots ,N\}\to \{\pi (1),\pi (2),\dots ,\pi (N)\}}
置換は一対一写像であり、全部でN!通りある。これらの集まりは群をなし、N体の置換群（または対称群）{\displaystyle S_{N}}と呼ぶ。
置換の中でも、単に2つの数字を入れ替えるだけの操作を互換という。
ある置換{\displaystyle \pi }が{\displaystyle n}個の互換の組み合わせで書けるとき、置換{\displaystyle \pi }の符号（またはパリティ）{\displaystyle (-1)^{\pi }}を次のように定義する。
{\displaystyle (-1)^{\pi }\equiv (-1)^{n}}
置換{\displaystyle \pi }を決めても、互換の個数{\displaystyle n}は一通りには決まらない。それでも{\displaystyle (-1)^{n}}は一通りに決まる。パリティが{\displaystyle (-1)^{\pi }=1}となるような置換のことを偶置換、{\displaystyle (-1)^{\pi }=-1}となる置換のことを奇置換という。
これらを用いると、N粒子波動関数の対称性・反対称性は次のように表せる。
{\displaystyle \Psi _{B}({\boldsymbol {r}}_{1},{\boldsymbol {r}}_{2},\dots ,{\boldsymbol {r}}_{N})=\Psi _{B}({\boldsymbol {r}}_{\pi (1)},{\boldsymbol {r}}_{\pi (2)},\dots ,{\boldsymbol {r}}_{\pi (N)})}（粒子がボース粒子の場合）
{\displaystyle \Psi _{F}({\boldsymbol {r}}_{1},{\boldsymbol {r}}_{2},\dots ,{\boldsymbol {r}}_{N})=(-1)^{\pi }\Psi _{F}({\boldsymbol {r}}_{\pi (1)},{\boldsymbol {r}}_{\pi (2)},\dots ,{\boldsymbol {r}}_{\pi (N)})} （粒子がフェルミ粒子の場合）

## 1粒子波動関数からの構成
相互作用のない同種のN粒子系を考える。i 番目の粒子のシュレーディンガー方程式は次のように書ける。
{\displaystyle {\hat {H}}_{i}\psi _{\alpha _{i}}({\boldsymbol {r}}_{i})=\epsilon _{\alpha _{i}}\psi _{\alpha _{i}}({\boldsymbol {r}}_{i})}
ここでそれぞれの固有状態・固有エネルギーを{\displaystyle \alpha }でラベル付けした。1粒子波動関数{\displaystyle \psi _{\alpha }({\boldsymbol {r}}_{i})}の完全系から、上述のように対称化・反対称化されたN粒子波動関数を構成することを考える。例えば、次のようなものを考えてみる。
{\displaystyle \Psi ({\boldsymbol {r}}_{1},{\boldsymbol {r}}_{2},\dots ,{\boldsymbol {r}}_{N})=\psi _{\alpha _{1}}({\boldsymbol {r}}_{1})\psi _{\alpha _{2}}({\boldsymbol {r}}_{2})\dots \psi _{\alpha _{N}}({\boldsymbol {r}}_{N})}
この波動関数{\displaystyle \Psi }は確かにN粒子系の全ハミルトニアン{\displaystyle \sum _{i}{\hat {H}}_{i}}の固有関数になってはいるが、対称化・反対称化されていないために上述の同種なN粒子波動関数としての資格を有していない。よってこの波動関数に対称性・反対称性を持たせる必要がある。

### ボース粒子
ボース粒子の場合、次のような対称化演算子{\displaystyle {\mathcal {S}}}によって多体波動関数は対称化される。
{\displaystyle \Psi _{B}({\boldsymbol {r}}_{1},{\boldsymbol {r}}_{2},\dots ,{\boldsymbol {r}}_{N})={\mathcal {N}}{\mathcal {S}}\Psi ({\boldsymbol {r}}_{1},{\boldsymbol {r}}_{2},\dots ,{\boldsymbol {r}}_{N})={\mathcal {N}}\sum _{\pi \in S_{N}}\psi _{\alpha _{1}}({\boldsymbol {r}}_{\pi (1)})\psi _{\alpha _{2}}({\boldsymbol {r}}_{\pi (2)})\dots \psi _{\alpha _{N}}({\boldsymbol {r}}_{\pi (N)})}
ここで{\displaystyle {\mathcal {N}}}は規格化定数であり、和{\displaystyle \sum _{\pi \in S_{N}}}はN!個の置換{\displaystyle \pi }全てについての和を表す。これは{\displaystyle \psi _{\alpha _{j}}({\boldsymbol {r}}_{i})}をi 行j 列行列要素にもつN×N行列{\displaystyle U}のパーマネント (数学){\displaystyle \Psi _{B}={\mathcal {N}}\operatorname {perm} U}である。

### フェルミ粒子
フェルミ粒子の場合、次のような反対称化演算子{\displaystyle {\mathcal {A}}}によって多体波動関数が反対称化される。
{\displaystyle \Psi _{F}({\boldsymbol {r}}_{1},{\boldsymbol {r}}_{2},\dots ,{\boldsymbol {r}}_{N})={\mathcal {N}}{\mathcal {A}}\Psi ({\boldsymbol {r}}_{1},{\boldsymbol {r}}_{2},\dots ,{\boldsymbol {r}}_{N})={\mathcal {N}}\sum _{\pi \in S_{N}}(-1)^{\pi }\psi _{\alpha _{1}}({\boldsymbol {r}}_{\pi (1)})\psi _{\alpha _{2}}({\boldsymbol {r}}_{\pi (2)})\dots \psi _{\alpha _{N}}({\boldsymbol {r}}_{\pi (N)})}
これは{\displaystyle \psi _{\alpha _{j}}({\boldsymbol {r}}_{i})}をi 行j 列行列要素にもつN×N行列{\displaystyle U}の行列式{\displaystyle \Psi _{F}={\mathcal {N}}\operatorname {det} U}であり、スレーター行列式と呼ばれる。